# 허위 합의 효과
거짓 합의 효과 또는 합의 편향으로도 알려진 이 현상은 심리학에서 사람들이 다른 사람들이 자신의 믿음과 견해를 공유하는 정도를 과대평가하게 만드는 흔한 인지 편향이다. 이는 "자신의 행동 선택과 판단을 기존 상황에 비교적 흔하고 적절한 것으로 보는" 경향이다. 다시 말해, 사람들은 자신의 개인적인 특성, 성격, 신념, 행동이 일반 대중에게 비교적 널리 퍼져 있다고 가정한다.
이러한 거짓 합의는 자아존중감을 높이기 때문에 중요한데 (과신 효과) 이는 자신의 집단의 집단적 의견이 더 큰 인구 집단의 의견과 일치한다고 생각하는 집단 환경에서 특히 만연하다. 집단 구성원들은 합의에 도달하고 이를 반박하는 사람들을 거의 만나지 않기 때문에 모두가 같은 방식으로 생각한다고 믿는 경향이 있다. 거짓 합의 효과는 사람들이 자신의 가치가 다수에 의해 공유된다고 믿는 경우에만 국한되지 않고, 여전히 자신의 믿음의 정도를 과대평가하는 형태로 나타난다. 또한, 합의가 존재하지 않는다는 증거에 직면했을 때, 사람들은 자신과 동의하지 않는 사람들을 어떤 식으로든 결함이 있다고 가정하는 경향이 있다.
거짓 합의 효과는 널리 관찰되었으며 경험적 증거에 의해 뒷받침되고 있다. 한 최근 연구는 합의 편향이 다른 사람들의 선호도에 대한 결정을 개선할 수 있음을 보여주었다. 로스(Ross), 그린(Green), 하우스(House)는 1977년에 사람들이 자신의 반응에 대해 인식하는 상대적 보편성을 강조하며 거짓 합의 효과를 처음 정의했지만, 유사한 투영 현상은 이미 심리학에서 주목받고 있었다. 구체적으로, 개인의 개인적 성향과 동료 평가 간의 연관성에 대한 관심은 한동안 문헌에 나타났다. 예를 들어, 카츠(Katz)와 올포트(Allport)는 1931년에 학생들의 부정 행위 빈도에 대한 다른 사람들의 평가가 자신의 행동과 양의 상관관계를 보인다는 것을 보여주었다. 나중에 1970년경에는 정치적 신념과 죄수의 딜레마 상황에서 동일한 현상이 발견되었다. 2017년, 연구원들은 참가자들이 다른 사람들의 간식 선호도를 알게 되었을 때 지속적인 자기중심적 편향을 확인했다. 또한, 최근 연구에 따르면 거짓 합의 효과는 전문적인 의사 결정자에게도 영향을 미칠 수 있으며, 특히 경험이 풍부한 마케팅 관리자조차도 개인적인 제품 선호도를 소비자에게 투영하는 것으로 나타났다.

## 가능한 원인
이 인지 편향에는 단 하나의 원인이 있는 것이 아니라, 여러 가지 근본적인 메커니즘이 그 형성 및 유지에 기여하는 것으로 제안되었다. 이전 연구에서는 인지 및 지각 요인(동기 부여된 투영, 정보 접근성, 감정 등)이 합의 편향에 기여할 수 있다고 제안했지만, 최근 연구에서는 그 신경 메커니즘에 초점을 맞추고 있다. 이 편향은 또한, 적어도 부분적으로는 비사회적 자극-보상 연관성에서 비롯될 수 있다.

### 인지 메커니즘
가용성 휴리스틱, 자기 고양적 편견, 소박실재론과 같은 인지 메커니즘은 거짓 합의 효과의 적어도 부분적인 근본 요인으로 제안되어 왔다. 가용성 휴리스틱은 사람들이 기본적으로 사용하는 정신적 지름길로, 개념이 얼마나 인지적으로 쉽게 접근 가능한지, 또는 얼마나 빨리 떠오르는지에 따라 어떤 것의 가능성이나 보편성을 잘못 귀인할 수 있다. 이는 개인이 쉽게 접근 가능한 개념을 가지고 있을 때, 그 보편성을 과대평가하게 하여 거짓 합의 효과에 기여할 수 있다. 자기 고양적 편견은 성공과 긍정적인 특성을 자신의 내적 요인에 귀인하고, 실패나 부정적인 특성을 외부 환경에 귀인하는 경향을 설명하는 귀인 오류이다. 이는 자기 고양적 편견으로 우리의 행동을 정당화하고, 결과적으로 거짓 합의 효과를 사용하여 우리의 견해가 널리 공유된다고 믿음으로써 이러한 행동이 수용 가능했음을 강화하는 방식으로 거짓 합의 효과에 기여할 수 있다. 소박실재론은 우리가 세상을 정확하게 인식하며, 우리의 인식에 동의하지 않는 사람들은 잘못되었거나 편향되었다는 이상주의적인 믿음이다. 이는 우리의 견해에 동의하지 않는 사람들이 소수에 속하며, 대다수는 여전히 우리와 동의한다고 강화함으로써 거짓 합의 효과에 기여한다.

### 규범적 사회 영향
거짓 합의 효과는 사회환경 내에서 사회 집단의 구성원들과 특성을 공유함으로써 그 사회환경이 결정한 매개변수 내에서 타인에게 순응하고 사랑받고자 하는 선천적인 욕구에 부분적으로 기인할 수 있다. 이러한 매개변수는 연령, 성별, 사회경제적 지위와 같은 인구통계학적 요인 및 문화적 차이에 영향을 받을 수 있다. 사랑받고자 하는 선천적인 동기는 규범적 사회 영향으로 알려져 있으며 1951년 혁명적인 사회 심리학자 솔로몬 애시(Solomon Asch)에 의해 개념화되었다. 규범적 사회 영향은 집단과 특성을 공유하고, 집단 정체성을 형성하며, 집단 소속의 보호와 자원으로부터 이득을 얻는 사회적 및 진화적 기능이다. 이는 사회적 환상을 만들어 거짓 합의 효과를 유발할 수 있다. 즉, 사랑받고 싶은 욕구는 내적으로는 동의하지 않더라도 겉으로는 타인에게 동의하게 하여 집단적 합의의 사회적 환상을 만든다. 또한, 거짓 합의 효과는 근본적으로 지각적 효과이다. 규범적 사회 영향은 개인이 서로 동의하도록 동기를 부여하며, 잠재적으로 어떤 이들은 사회적으로 모두가 잘 지낸다는 것이 모두가 동의한다는 의미라고 믿게 만들 수 있다. 규범적 사회 영향은 또한 사람들이 자신의 신념에 대해 이의를 제기받지 않을 때 검증받는다고 느끼게 하여, 정확성과 집단 응집력의 환상을 강화한다.

### 정보적 사회 영향
또 다른 종류의 순응에 대한 사회적 압력은 정보적 사회 영향이며 애시(Asch)가 제안한 것으로, 거짓 합의 효과에 기여할 수 있다. 이는 개인이 옳고 싶다는 욕구 때문에 다수의 합의에 순응하는 경향을 설명한다. 또한, 애시는 정보적 사회 영향이 부분적으로 사람들이 다른 사람들의 행동을 인지함으로써 사회적으로 결정된 지침 내에서 행동하는 방법을 배우는 것에 의해 발생하며, 이를 통해 응집력 있는 집단 정체성에 빠져들게 된다고 주장했다. 거짓 합의 효과의 유지는 비교적 적은 정보로 결정을 내리는 경향과 관련될 수 있다. 불확실성에 직면하고 결정을 내릴 수 있는 제한된 샘플이 있을 때, 사람들은 종종 자신을 상황에 "투영"한다. 이러한 개인적인 지식이 일반화를 위한 입력으로 사용될 때, 이는 종종 다수의 일부라는 거짓된 감각을 초래한다.

## 주요 이론적 접근
거짓 합의 효과는 "우리가 다른 사람들에 대한 인상을 형성하고 추론하는 방법"을 연구하는 대인지각의 두 가지 병행 이론으로 거슬러 올라갈 수 있다. 첫 번째는 사회 비교의 개념이다. 레온 페스팅거(1954)의 사회비교이론의 주요 주장은 개인이 자신의 생각과 태도를 다른 사람들을 기반으로 평가한다는 것이었다. 이는 확인을 받고자 하는 욕구와 자신에 대해 좋게 느끼고 싶은 필요성에 의해 동기 부여될 수 있다. 정보적 사회 영향은 이 이론의 확장으로 볼 수 있으며, 사람들은 사회적 현실을 정의하고 행동을 안내하기 위해 다른 사람들을 정보원으로 사용할 수 있다. 이것을 정보적 사회 영향이라고 한다. 그러나 문제는 사람들이 종종 사회적 규범과 다른 사람들의 실제 태도를 정확하게 인식하지 못한다는 것이다. 다시 말해, 연구에 따르면 사람들은 놀랍도록 "직관적인 심리학자"로서 형편없으며 우리의 사회적 판단은 종종 부정확하다는 것이 밝혀졌다. 이러한 발견은 편향된 처리와 부정확한 사회적 인식에 대한 이해의 기반을 마련하는 데 도움이 되었다. 거짓 합의 효과는 그러한 부정확성의 한 예일 뿐이다.
두 번째 영향력 있는 이론은 사회적 투영으로, 사람들이 자신의 태도와 신념을 다른 사람들에게 투영한다는 개념이다. 이러한 투영 개념은 새로운 것이 아니다. 사실, 이는 지그문트 프로이트의 방어 기제로서의 투영에 대한 연구, D.S. 홈스(Holmes)의 "귀인 투영"(1968)에 대한 연구, 그리고 구스타프 이히하이저(Gustav Ichheiser)의 대인지각에 대한 연구(1970)에서 찾을 수 있다. 예를 들어, D.S. 홈스는 사회적 투영을 사람들이 "자신의 특성을 다른 개인에게 투영함으로써 자신의 신념을 검증하려는" 과정으로 설명했다. 종교 심리학에서 루트비히 포이어바흐(Ludwig Feuerbach, 1804–1872)는 종교의 투영 또는 반사 이론을 주장했는데, 이는 신성한 것에 대한 인간의 인식이 우리의 열망을 개념화하기 위한 우리 자신의 이상적인 특성의 투영이라는 것이다.
여기서 사회 비교와 투영이라는 두 가지 명시된 이론 사이에 연결점을 만들 수 있다. 첫째, 사회 비교 이론이 설명하듯이, 개인은 끊임없이 동료들을 준거 집단으로 삼고, 자신의 태도와 신념에 대한 확인을 찾기 위해 그렇게 동기 부여된다.
리 로스, 그린, 하우스가 1977년에 정의한 거짓 합의 효과는 그 이전에 존재했던 많은 관련 이론들의 정점이었다. 로스 등은 그들의 잘 알려진 네 가지 연구 시리즈에서 사람들이 자신의 신념과 선호도의 인기를 과대평가하는 경향이 있다고 가설을 세우고 이를 입증했다. 연구는 설문 조사를 통한 가설적 상황과 실제 갈등 상황에서 모두 수행되었다. 설문 조사 연구의 경우, 참가자들은 가설적 사건들을 제시받고, 주어진 상황에서 자신의 행동 선택과 특성을 나타내도록 요청받았을 뿐만 아니라, "행위자"라고 지칭되는 동료들의 반응과 특성을 평가하도록 요청받았다. 실제 상황 연구의 경우, 참가자들은 연구에 참여했던 두 명의 실제 개인의 특성과 결정을 판단하고 행동 대안을 선택하도록 요청받는 갈등 상황에 실제로 직면했다. 일반적으로 평가자들은 자신의 선호도를 공유하지 않는 행위자들의 성격에 대해 더 "극단적인 예측"을 했다. 사실, 평가자들은 대안적인 반응을 보이는 사람들에게 뭔가 문제가 있다고 생각했을 수도 있다.
영향력 있는 로스 등의 연구 이후 10년 동안 거짓 합의 효과에 대한 데이터가 담긴 거의 50편의 논문이 발표되었다. 이론적 접근법도 확장되었다. 이 시대의 이론적 관점은 다음 네 가지 범주로 나눌 수 있다: (a) 선택적 노출 및 인지적 가용성, (b) 현저성 및 주의 집중, (c) 논리적 정보 처리, (d) 동기 부여 과정. 일반적으로 이러한 이론의 연구자와 설계자들은 단 하나의 정답은 없다고 믿는다. 대신, 그들은 이론들 사이에 중복이 있으며 거짓 합의 효과가 이러한 요인들의 조합 때문일 가능성이 가장 높다는 것을 인정한다.

### 선택적 노출 및 인지적 가용성
이 이론은 가용성 휴리스틱과 밀접하게 연관되어 있는데, 이는 유사성(또는 차이점)에 대한 인식이 기억에서 해당 특성을 얼마나 쉽게 떠올릴 수 있는지에 영향을 받는다고 제안한다. 그리고 예상할 수 있듯이, 자신과 타인 간의 유사점은 차이점보다 더 쉽게 떠오른다. 이는 부분적으로 사람들이 일반적으로 자신과 유사한 사람들과 어울리기 때문이다. 유사한 사람들에게 선택적으로 노출되는 것은 "더 넓은 사회 환경에서의 의견의 실제 다양성에 대한 정보 샘플"을 편향시키거나 제한할 수 있다. 선택적 노출과 가용성 휴리스틱의 결과로, 유사성이 사고에 우세하게 나타나는 것은 자연스러운 현상이다.
Botvin et al. (1992)는 학생들이 사회 전반에 걸쳐 직접적인 동료들 사이에서 거짓 합의 효과를 더 높은 수준으로 보이는지 여부를 확인하기 위해 특정 청소년 공동체 내에서 거짓 합의 효과에 대한 인기 있는 연구를 수행했다. 이 실험의 참가자는 18세에서 25세 사이의 대학생 203명이었다(평균 연령 18.5세). 참가자들에게 설문지가 주어졌고 다양한 사회적 주제에 대해 질문에 답하도록 요청받았다. 각 사회적 주제에 대해 그들은 주제에 대해 어떻게 느끼는지 답하고 그들과 동의할 동료들의 비율을 추정하도록 요청받았다. 결과는 참가자들이 대학 공동체의 나머지 부분을 묘사할 때 거짓 합의 효과가 극도로 만연하다는 것을 보여주었다. 고려된 20개 주제 중 16개에서 거짓 합의 효과가 두드러지게 나타났다. 이 연구에서 보이는 높은 수준의 거짓 합의 효과는 연구된 집단에 기인할 수 있다. 참가자들이 항상 함께 지내고 자신과 매우 유사하다고 생각하는 동료 집단과 자신을 비교하도록 요청받았기 때문에 거짓 합의 효과의 수준이 증가했다.

### 현저성 및 주의 집중
이 이론은 개인이 자신의 선호하는 입장에만 집중할 때 그 인기를 과대평가할 가능성이 더 높으며, 따라서 거짓 합의 효과의 희생자가 된다는 것을 제안한다. 이는 그 입장이 그들의 즉각적인 의식 속에 있는 유일한 것이기 때문이다. 그 입장을 촉진하는 행동을 수행하는 것은 그것을 더 현저하게 만들고 거짓 합의 효과를 증가시킬 수 있다. 그러나 개인에게 더 많은 입장이 제시된다면 거짓 합의 효과의 정도는 상당히 감소할 수 있다.

### 논리적 정보 처리
이 이론은 개인의 타인 간 유사성 추정에 능동적이고 합리적으로 보이는 사고가 깔려 있다고 가정한다.
폭스(Fox), 이농(Yinon), 마이래즈(Mayraz)가 수행한 연구에서 연구자들은 다른 연령대에서 거짓 합의 효과의 수준이 변하는지 여부를 알아내려고 했다. 결론에 도달하기 위해 연구자들은 참가자들을 네 개의 다른 연령대로 나누어야 했다. 200명의 참가자가 사용되었고, 성별은 요인으로 고려되지 않았다. 앞서 언급된 이전 연구와 마찬가지로, 이 연구는 설문지를 주요 정보원으로 사용했다. 결과는 거짓 합의 효과가 모든 집단에서 극도로 만연하지만, 가장 나이 많은 집단("노인 요양원 거주자"로 분류된 참가자들)에서 가장 만연하다는 것을 보여주었다. 그들은 질문받은 12개 영역 모두에서 거짓 합의 효과를 보였다. 가장 나이 많은 집단에서 보이는 거짓 합의 효과의 증가는 그들의 결정 뒤에 있는 높은 수준의 "논리적" 추론에 기인할 수 있다. 가장 나이 많은 집단은 분명히 가장 오래 살았으므로 그들의 (겉보기에는 객관적인) 과거 경험과 지혜 때문에 모든 연령대에 자신의 신념을 투영할 수 있다고 느낀다. 어린 연령대는 그러한 경험이 없으며 이러한 객관적인 진실을 안다고 주장하지 않으므로 자신보다 나이 많은 사람들과 논리적으로 관련될 수 없다. 이러한 결과는 노인들이 내적 귀인보다 상황적 귀인(삶의 경험)에 더 크게 의존하는 경향을 보여준다.

### 동기 부여 과정
이 이론은 거짓 합의 효과의 이점, 즉 사회적 검증, 사회적 지지, 자아존중감 증가에 대한 인식을 강조한다. 또한 호감을 높이기 위해 사회적 상황에서 유사성을 과장하는 것도 유용할 수 있다.

## 유리한 미래에 대한 믿음
거짓 합의 효과의 개념은 미래의 타인에 대한 예측으로도 확장될 수 있다. 유리한 미래에 대한 믿음은 미래의 타인이 자신의 선호도와 신념을 자신과 일치하도록 바꿀 것이라는 믿음이다.
로저스(Rogers), 무어(Moore), 노턴(Norton)(2017)은 유리한 미래에 대한 믿음이 다음 두 가지 이유로 거짓 합의 효과보다 더 크다고 보았다.
1. 이는 그 신념이 직접 관찰될 수 없는 미래의 타인에 기반을 두고 있으며,
2. 미래의 신념에 초점을 맞추고 있어서 미래의 타인들이 진실을 "발견"하고 자신의 신념을 바꿀 시간을 제공한다.

## 교차문화적 관점
최근 몇 년 동안, 연구자들은 거짓 합의 효과가 문화마다 어떻게 나타나는지 잠재적인 차이를 탐구하기 시작했다. 교차문화 문헌에는 여전히 주목할 만한 격차가 있지만, 증가하는 경험적 증거는 문화적 맥락에 따라 거짓 합의 효과의 강도와 유병률에 차이가 있음을 보여준다.
광범위하게 볼 때, 연구는 개인주의와 집산주의를 기반으로 한 거짓 합의 효과의 차이를 발견했다. 개인주의 문화는 자신을 타인과 구별하고 독특한 특성을 표현하도록 장려하는 반면, 집산주의 문화는 집단 조화와 응집력을 중요하게 여긴다. 개인주의 문화와 집산주의 문화 사이에서 특히 잘 연구된 한 가지 차이점은 개인이 자신에 대한 이해, 즉 자아개념을 어떻게 구성하고 이해하는지이다. 집산주의 문화의 사람들은 더 상호의존적인 자아개념을 가지며, 여기서 자아는 가까운 타인과의 관계를 통해 이해된다. 반면 개인주의 문화의 사람들은 더 독립적인 자아개념을 가지며, 여기서 자아는 자신을 타인과 구별하는 개인적 특성을 통해 이해된다. 개인주의와 집산주의, 특히 자아개념의 차이는 인식과 사회적 동기의 차이를 시사하며, 이는 거짓 합의 효과에 영향을 미친다고 이론화된다.
최(Choi)와 차(Cha)(2019)는 영역에 따라 거짓 합의 효과의 강도에 차이가 있음을 발견했다. 한국인과 유럽계 미국인을 연구하면서, 그들은 정치적 신념, 개인적인 문제, 행동 선택에 대해서는 한국인에게서 거짓 합의 효과가 더 강하게 나타나지만, 개인적인 특성과 가치에 대해서는 그렇지 않다는 것을 발견했다. 그들은 이러한 발견이 귀인과 동기에 영향을 미치는 개인주의와 집단주의의 차이의 결과라고 제안한다. 집단주의는 상황적 요인을 더 강조하기 때문에, 연구자들은 개인이 행동을 성향에 귀인할 가능성이 있는 개인주의 문화의 사람들보다 상황적 요인이 행동을 더 많이 지시한다고 가정할 것이라고 주장한다. 따라서, 한국인들은 사회적 영향의 잠재력이 증가하는 영역에서 더 큰 유사성을 인식하는데, 이는 개인이 타인도 상황에 의해 유사하게 영향을 받는다고 인식하기 때문이라고 제안된다. 대조적으로, 같은 영역에서 유럽계 미국인들은 행동과 의견이 개인의 개인적 특성에서 비롯된다고 보기 때문에 유사성을 덜 인식한다고 제안된다. 또한, 그들은 영역별로 인식되는 유사성의 차이가 일관성의 차이에 의해 영향을 받을 수 있다고 제안한다. 이전의 교차문화 연구는 독립성은 맥락에 걸친 자기 일관성에 의해 동기 부여되는 반면, 상호의존성은 사회적 역할 내에서의 일관성에 의해 동기 부여된다는 것을 발견했다. 따라서 연구자들은 유럽계 미국인들이 이러한 영역을 더 일관적이라고 보기 때문에 개인적 특성과 가치에서 유사성을 인식한다고 주장한다. 또한, 그들은 한국인들이 사회적 역할과 관계를 통해 일관성을 이해하기 때문에 타인을 연루하는 영역에서 더 큰 유사성을 인식한다고 제안한다.
오트-홀랜드(Ott-Holland) 외(2014)의 유사한 연구는 집산주의 문화에서 더 큰 거짓 합의의 증거를 발견했다. 특히, 그들은 개인의 행동보다 집단적 목적과 이익을 위한 행동을 중시하는 제도적 집단주의를 살펴보았다. 그들은 제도적 집단주의가 높은 국가의 사람들이 개인주의 국가의 사람들보다 자신과 타인 사이에 더 많은 유사성을 인식한다는 것을 발견했다. 연구자들은 집단적 행동에 대한 강조가 유사성 인식에 동기를 부여한다고 주장한다. 그러나 이 효과는 작았고 연구된 국가의 수가 제한적이었다.
전반적으로, 기존의 경험적 연구는 거짓 합의 효과에 있어서 주목할 만한 교차문화적 차이의 증거를 제공한다. 일반적으로 특정 맥락에서 거짓 합의는 집단주의 문화에서 더 강하게 나타나는 것으로 보인다. 그러나 교차문화 연구의 이 측면은 여전히 발전 중이며, 지금까지의 연구는 모든 맥락에 일반화될 수 없는 특정 집단주의 사회에 국한되어 있다.

## 같이 보기
- 애빌린의 역설
- 귀인 편향
- 확증 편향
- 집단사고
- 다원적 무지
- 심리 투영
- 가치관

### 틀
- 틀:편향
- 틀:동조